# Rhaphidophora ivani
Rhaphidophora ivani är en insektsart som beskrevs av Andrej Vasiljevitj Gorochov 1999. Rhaphidophora ivani ingår i släktet Rhaphidophora och familjen grottvårtbitare. Inga underarter finns listade i Catalogue of Life.